# سايدمن
السايدمن (بالإنجليزية: The sidemen) هي مجموعة يوتيوب بريطانية تتكون من شخصيات الإنترنت كي إس آي، وزيركا، وميني منتر، وتوبي، وبيهزينجا، وفيكستار123، وهاري. تنتج المجموعة مقاطع فيديو لتحديات مختلفة ورسومات وتعليقات على ألعاب الفيديو عبر قنواتها على يوتيوب، والتي يبلغ مجموع المشتركين فيها أكثر من 146 مليون مشترك.

## تاريخ

### 2020-2013: الأصول والشهرة الأولية
كان بعض الأعضاء يعرفون بعضهم البعض قبل تشكيل المجموعة. التحق كل من جوش وتوبي بمدرسة بيكسلي الثانوية في لندن، بينما التحق كل من كي إس آي وسايمون بمدرسة بيركهامستد في هارتفوردشير.

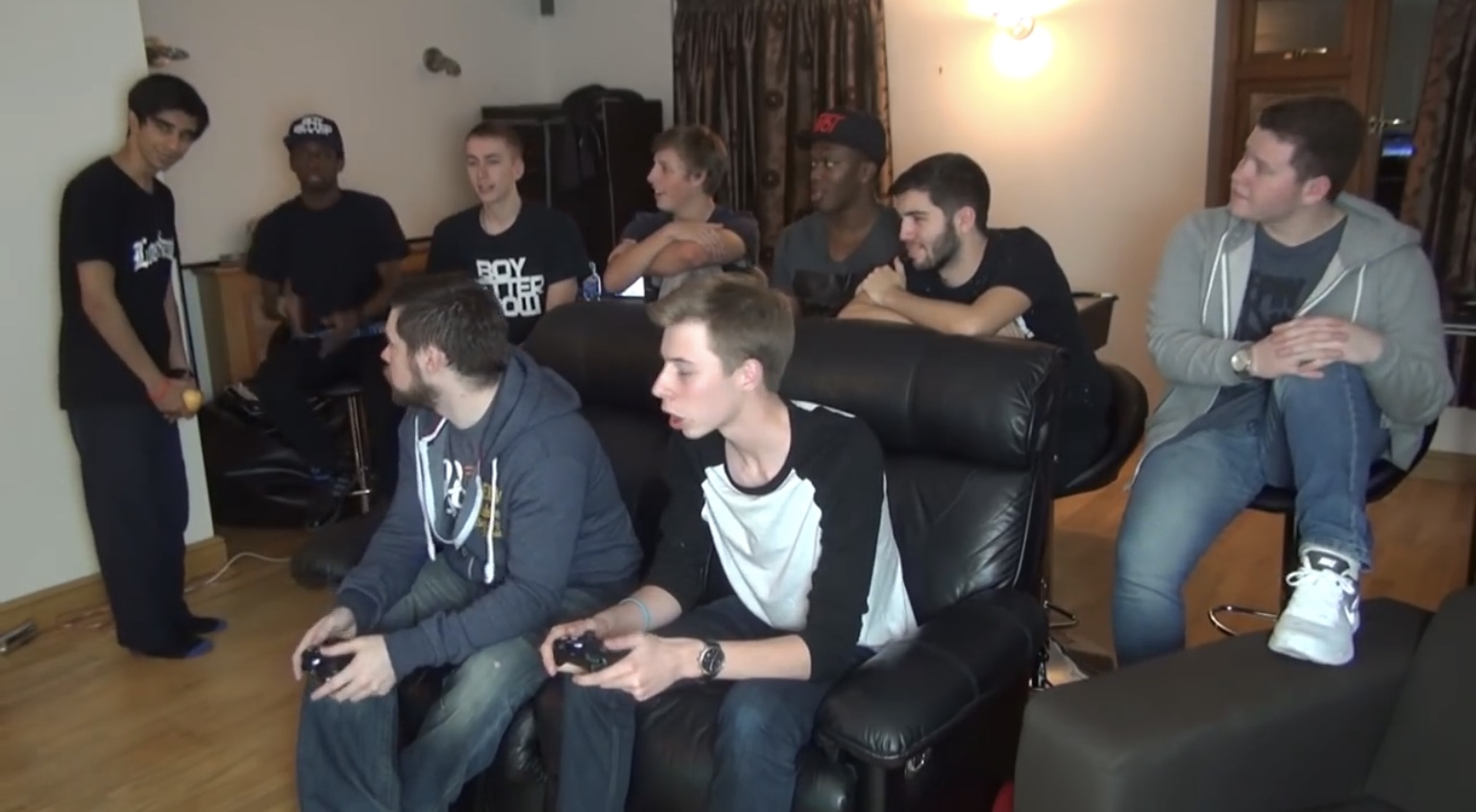
السايدمن (في الخلفية) وأصدقائهم في منزل سايدمن الأول

نشأت المجموعة من مجموعة نادي روكستار جيمز الاجتماعي التي تم إنشاؤها في 19 أكتوبر 2013 في جراند ثفت أوتو أونلاين بأسم "The ultimate sidemen" والتي تضمنت جميع الأعضاء باستثناء هاري. في يناير 2014، التقى جوش مع هاري أثناء وجوده في حدث العاب فيفا في مدينة نيويورك ودعاه للانضمام إلى المجموعة. وصف سايمون اسم المجموعة في مقطع فيديو قائلاً "إن السايدمن في الأساس فتاة تتبع شخصًا ما... كنت في الأساس فتاة جي جي التي تتبعه في كل مكان".
في فبراير 2014، انتقل كي إس آي، وجوش، وفيكستار، وسايمون إلى منزل معاً بالقرب من لندن، والذي أطلقوا عليه اسم "منزل سايدمن"، والذي سمح لهم بالتعاون بشكل أكثر.

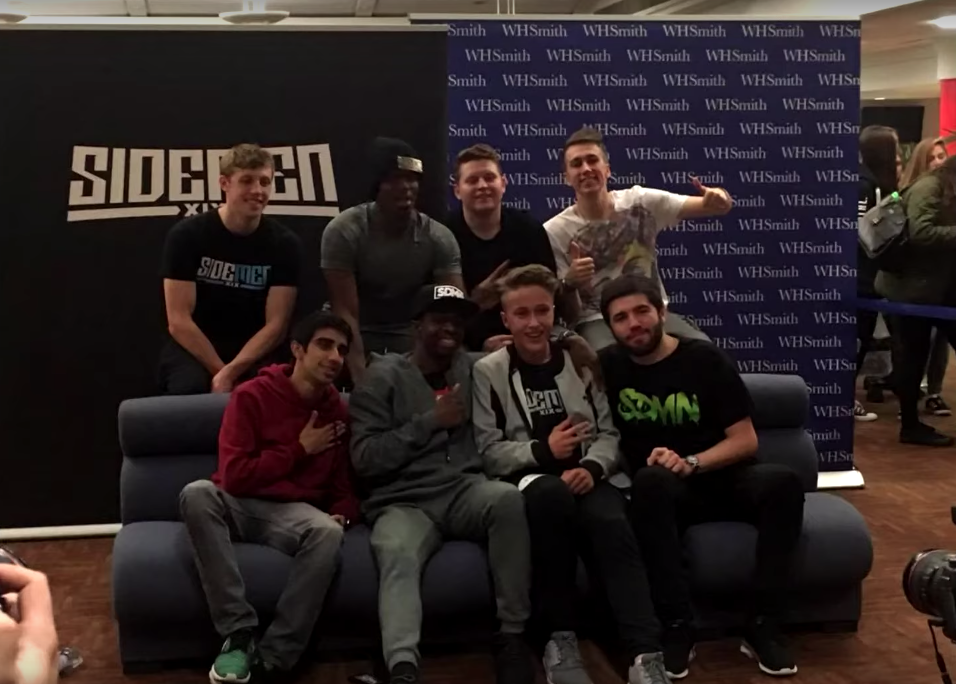
سايدمن يلتقطون صورًا مع أحد المعجبين خلال الجولة الترويجية لكتابهم في عام 2016

في عام 2016، انتقلوا الى "منزل سايدمن" آخر، حيث عاشوا في قصر مساحته 15000 قدم مربع، بقيمة 8.5 مليون دولار في بروملي، لندن.
في نوفمبر 2016، تعاون السايدمن مع روكيت ليغ لإصدار علم مجتمع نادي سايدمن (SDMN FC) داخل اللعبة والذي يمكن للمستخدمين الحصول عليه مجانًا.
في الأول من ديسمبر 2020، تجاوز عدد المشتركين في قناة سايدمن 10 مليون مشترك. وقد حصل كل عضو على درع يوتيوب ماسي خاص به من يوتيوب للاحتفال بهذا الإنجاز.
في مارس 2020، نشر السايدمن مقطع فيديو مدته عشرون دقيقة على يوتيوب بعنوان #ابقى في المنزل (stayhome#). وقد تضمن الفيديو أعضاء السايدمن وأكثر من مائة صانع محتوى على يوتيوب ومشاهير آخرين يرفعون الوعي بحملة "البقاء في المنزل" في المملكة المتحدة والتي تهدف إلى الحد من انتشار مرض فيروس كورونا في المملكة المتحدة. تم التبرع بجميع عائدات الإعلانات الناتجة عن الفيديو إلى هيئة الخدمات الصحية الوطنية.

### 2021-حتى الآن: محتوى موسع ونمو مستمر
في أغسطس 2021، وقّع السايدمن عقداً مع شركة إدارة المواهب الرقمية التي تتخذ من لندن مقراً لها والتي تسمى آركيد ميديا.
في أبريل 2023، أثار السايدمن الجدل عندما قال جي جي اللفظ العنصري "باكي" في مقطع سايدمن ليوم الأحد نُشر في 2 أبريل ؛ الفيديو عبارة عن محاكاة ساخرة لبرنامج الألعاب البريطاني (عد تنازلي). تعرضت مجموعة سايدمن لانتقادات على تويتر بعد انتشار مقطع فيديو لجي جي وهو يقول الإهانة، بما في ذلك انتقادات من الدي جي ومقدم البرامج بوبي فريكشن والممثل الكوميدي جوز خان وغيرهم. وبعد ساعات، غرد جي جي باعتذار عن الإهانة وأعلن أنه سيأخذ استراحة من وسائل التواصل الاجتماعي. كما أصدر حساب سايدمن على تويتر بياناً في اليوم التالي يعتذر فيه عن اللفظ العنصري، وجاء في البيان "نحن نقف ضد العنصرية والتمييز من أي نوع وقد فشلنا في القيام بذلك". تم حذف الفيديو الكامل المعني منذ ذلك الحين. في قابلة أُجريت قبل مباراة سايدمن الخيرية لعام 2023، أخبر فيكستار هيئة الإذاعة البريطانية بخصوص اللفظ العنصري أن المجموعة عقدت "اجتماعات جادة للغاية" حول قبول ما يمزحون عنه، "كان علينا أن نعترف بأن الأمور مختلفة عما كانت عليه عندما بدأنا جميعًا في إنشاء المنصات لأول مرة وأن العالم قد تغير كمكان. لقد رأينا ذلك كدرس وانتقلنا من هناك وأعتقد أن الناس كانوا متفهمين للغاية لذلك وسمحوا لنا بمواصلة القيام بما نقوم به بإحساس أفضل بالمسؤولية".
في يوليو 2023، استثمرت المجموعة في استوديوهات ذا فيلاس وهي شركة إنتاج أسسها صناع محتوى على يوتيوب كالوم أيري وجوشوا لاركين. في 3 يوليو 2023، شاركت المجموعة في مقطع فيديو تعاوني لتحدي الغميضة مع حديقة بارادايس للحياة البرية، وهي حديقة حيوان مقرها هارتفوردشير. كانت هذه المبادرة جزءًا من شراكة أوسع تهدف إلى دعم جهود الحفاظ على البيئة في حديقة الحيوان. في 26 سبتمبر 2023، وقّعت مجموعة سايدمن عقدًا مع وكالة المواهب المتحدة، وهي وكالة مواهب أمريكية، لتمثيلهم في جميع مناطق أمريكا الشمالية. في 17 أغسطس 2024، ظهرت المجموعة واحتلت المرتبة 21 في قائمة صحيفة التايمز "لأغنى 30 لاعبًا ومبدعًا في المملكة المتحدة في عام 2024"، حيث قدرت الثروة التي تم تقاسمها بين المجموعة بنحو 50 مليون جنيه إسترليني.

## قنوات اليوتيوب
لدى المجموعة خمس قنوات على اليوتيوب وهي Sidemen وMoreSidemen وSidemenReacts وSidemenShorts وSidemen en Español والتي تنشر من خلالها مجموعة متنوعة من مقاطع الفيديو بما في ذلك التحديات والرسومات وتعليقات ألعاب الفيديو.

## مشاريع أخرى

### ملابس سايدمن
منذ عام 2014، قامت المجموعة ببيع وتوزيع منتجات ملابس سايدمن. في أكتوبر 2021، تعاونت ملابس سايدمن مع إليسي، وهي علامة تجارية إيطالية للملابس الرياضية، وأطلقت مجموعة AW21 من الملابس ذات العلامة التجارية المشتركة. في 15 يوليو 2023، افتتح السايدمن أول متجر فعلي لهم في مركز تسوق بلو ووتر في كنت. وفي 4 أكتوبر 2024، افتتحوا متجرهم الثاني في بول رينج، برمنغهام. وأعلنت المجموعة أيضًا عن شراكتها مع شركة باراماونت لإنتاج خط ملابس سايدمن يحمل طابع سلاحف النينجا المراهقون المتحولون.

### سايد+

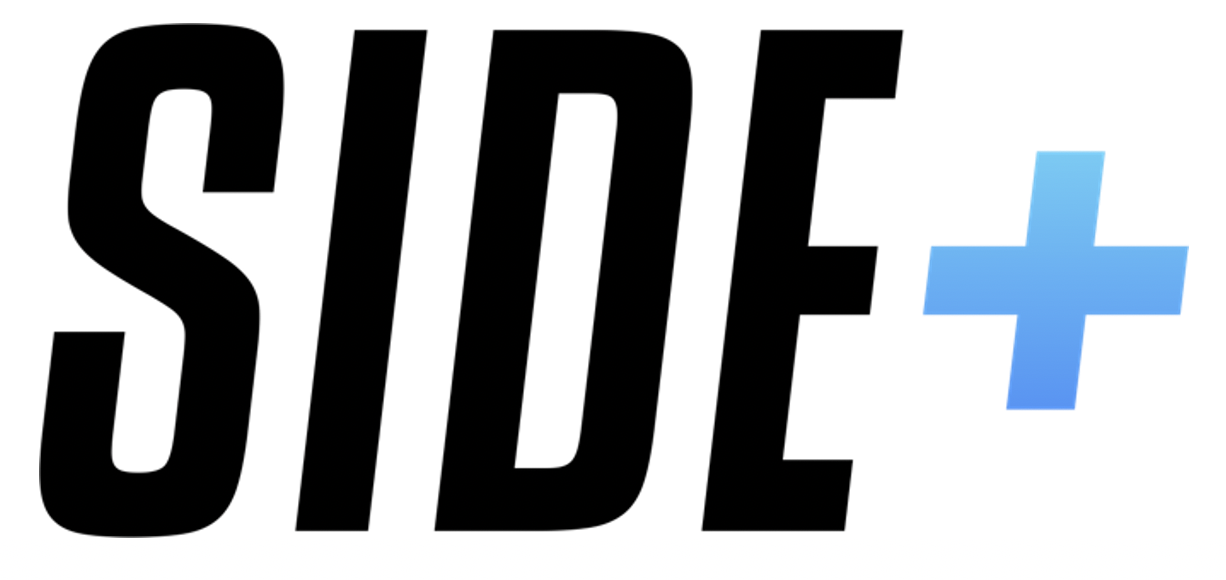

في سبتمبر 2021، أطلق السايدمن تطبيق خدمة الاشتراك المعروف باسم سايد+، حيث سينشرون محتوى خلف الكواليس من تسجيلات الفيديو الخاصة بهم على يوتيوب ومحتويات إضافية أخرى. في 14 يناير 2022، أعلنوا أن التطبيق متاح الآن على إكس بوكس.

### سلسلة مطاعم سايدز
في نوفمبر 2021، دخل السايدمن في شراكة مع Reef، أكبر مشغل للمطاعم الافتراضية ومطابخ التوصيل، لإطلاق سلسلة مطاعم تُعرف باسم سايدز. يقدم المطعم قائمة طعام من شطائر الدجاج والنباتات والسلطات التي تأتي بنكهات بما في ذلك الجبتلة، والبوفالو وينغز، والباربكيو ، والبابربكيو الكوري، والترياكي وصلصة الثوم ومطبخ جنوب الولايات المتحدة. تشمل الأطباق الأخرى قطع المعكرونة بالجبن، وبطاطس الوافل، والكولسلو، وحلقات البصل، والجبن المقلي.
في 24 فبراير 2022، أطلق المطعم أول فرع فعلي له في بوكس بارك ويمبلي، وجذب طوابير انتظار لأكثر من ثلاث ساعة في يوم افتتاحه. اعتباراً من سبتمبر 2022، كان للمطعم أكثر من 80 مطبخًا مظلمًا في جميع أنحاء المملكة المتحدة و20 في الإمارات العربية المتحدة. في 29 سبتمبر، أطلق المطعم فرعه الفعلي الثاني في بوكس بارك كرويدون. في أكتوبر 2022، كشف المطعم عن شراكته الجديدة مع نادي فارفنهام تاون، وهو نادٍ شبه محترف يقع مقره في فارنهام، سري.